# Aston Martin F1 Team
L'Aston Martin F1 Team, nota dal 2019 al 2020 come Racing Point, è una scuderia britannica di Formula 1 con sede a Silverstone, sezione sportiva della casa automobilistica Aston Martin. Dal 2024 viene iscritta al campionato mondiale di Formula 1 con il nome di Aston Martin Aramco F1 Team, in base all'accordo di sponsorizzazione con l'azienda saudita Aramco iniziato nel 2022.
Il team è stato fondato da un consorzio guidato dall'investitore canadese Lawrence Stroll, dopo l'acquisto della scuderia indiana Force India.

## Storia

### L'acquisizione della Force India (2018)
Nel corso della stagione 2018, dopo il Gran Premio d'Ungheria, il canadese Lawrence Stroll rileva la scuderia Force India, in difficoltà finanziarie, diventandone il nuovo proprietario.
L'impossibilità regolamentare di cambiare completamente denominazione a stagione in corso, porta a rinominare la squadra in Racing Point Force India F1 Team per i restanti 9 Gran Premi a partire dal Gran Premio del Belgio (con conseguente azzeramento dei punti in campionato), in luogo della vecchia denominazione Sahara Force India F1 Team. Dopo l'ultima gara stagionale ad Abu Dhabi, la Force India viene definitivamente sostituita dalla nuova scuderia Racing Point F1 Team.

### Il periodo Racing Point (2019-2020)

#### 2019

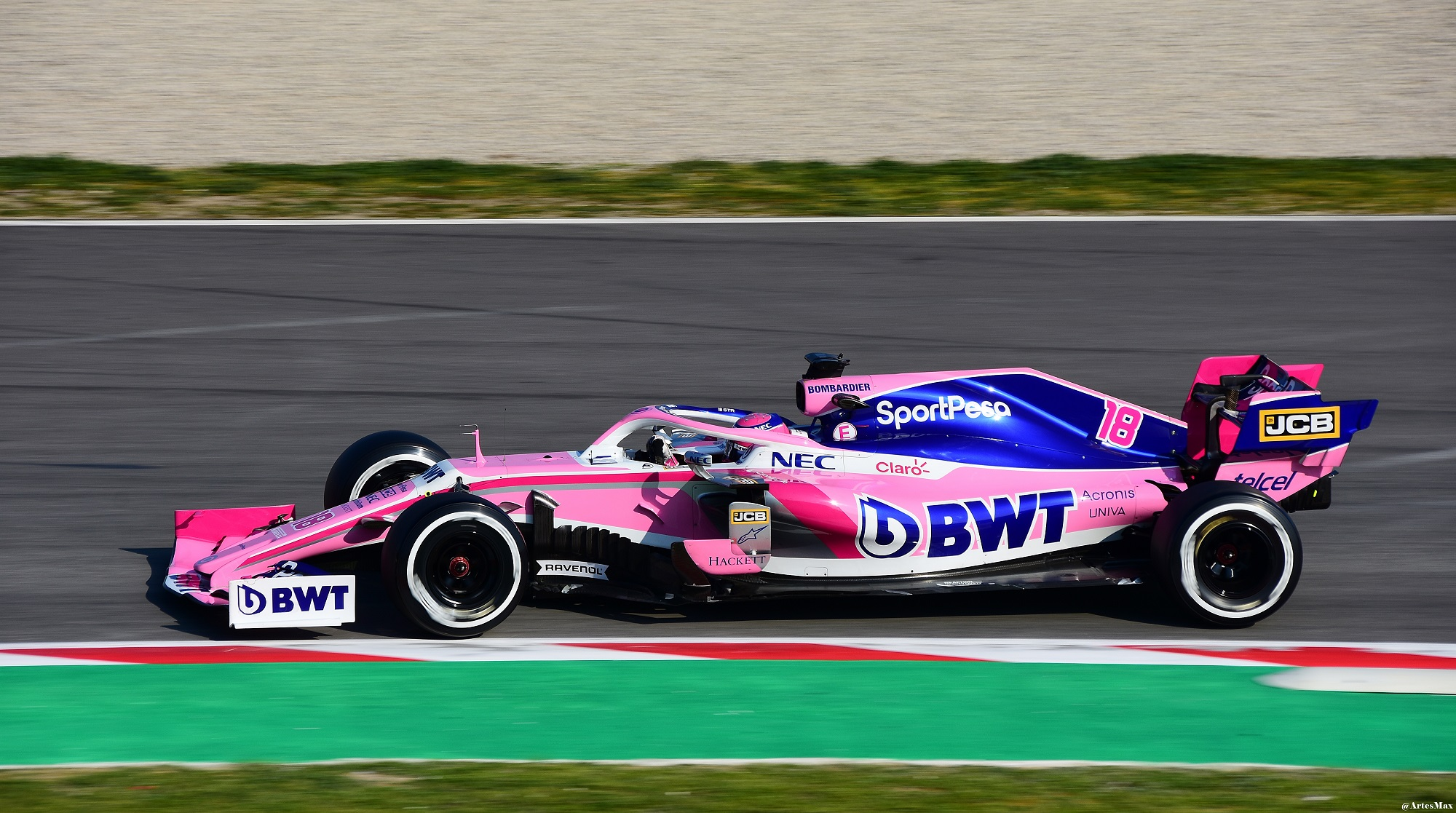
Lance Stroll impegnato nei test di Montmeló nel 2019.

A pochi giorni dal termine della stagione 2018, il 30 novembre, viene annunciata la line-up della neonata scuderia che prenderà parte alla sua prima stagione di Formula 1 nel 2019: al confermato pilota messicano Sergio Pérez, "ereditato" dalla Force India, viene affiancato il giovane canadese Lance Stroll della Williams, figlio del proprietario Lawrence Stroll, che ha preso il posto di Esteban Ocon, pilota titolare Force India nel 2018, retrocesso al ruolo di terzo pilota del nuovo team, oltre che della Mercedes. Il 13 febbraio 2019, giorno della presentazione ufficiale della nuova RP19, la scuderia annuncia la partnership con SportPesa, che ricopre il ruolo di title sponsor. Inoltre lo sponsor austriaco BWT, già partner della Force India nelle stagioni 2017 e 2018, compare nella denominazione dei motori, ribattezzati BWT Mercedes. La scuderia nelle prime dodici gare della stagione ha un rendimento alterno e inferiore alle ultime annate della Force India, ma Stroll riesce comunque a strappare un prestigioso quarto posto nel Gran Premio di Germania, dopo essere stato addirittura secondo e terzo nel corso della gara. Dopo la pausa estiva i piazzamenti in zona punti si fanno più frequenti, soprattutto con Pérez, mentre Stroll fa più fatica e riesce nell'impresa soltanto in due occasioni: in Belgio e in Giappone. Il bilancio finale della prima stagione in Formula 1 della scuderia è di 73 punti, e vale la settima posizione nella classifica costruttori.

#### 2020: la vittoria di Pérez a Sakhir

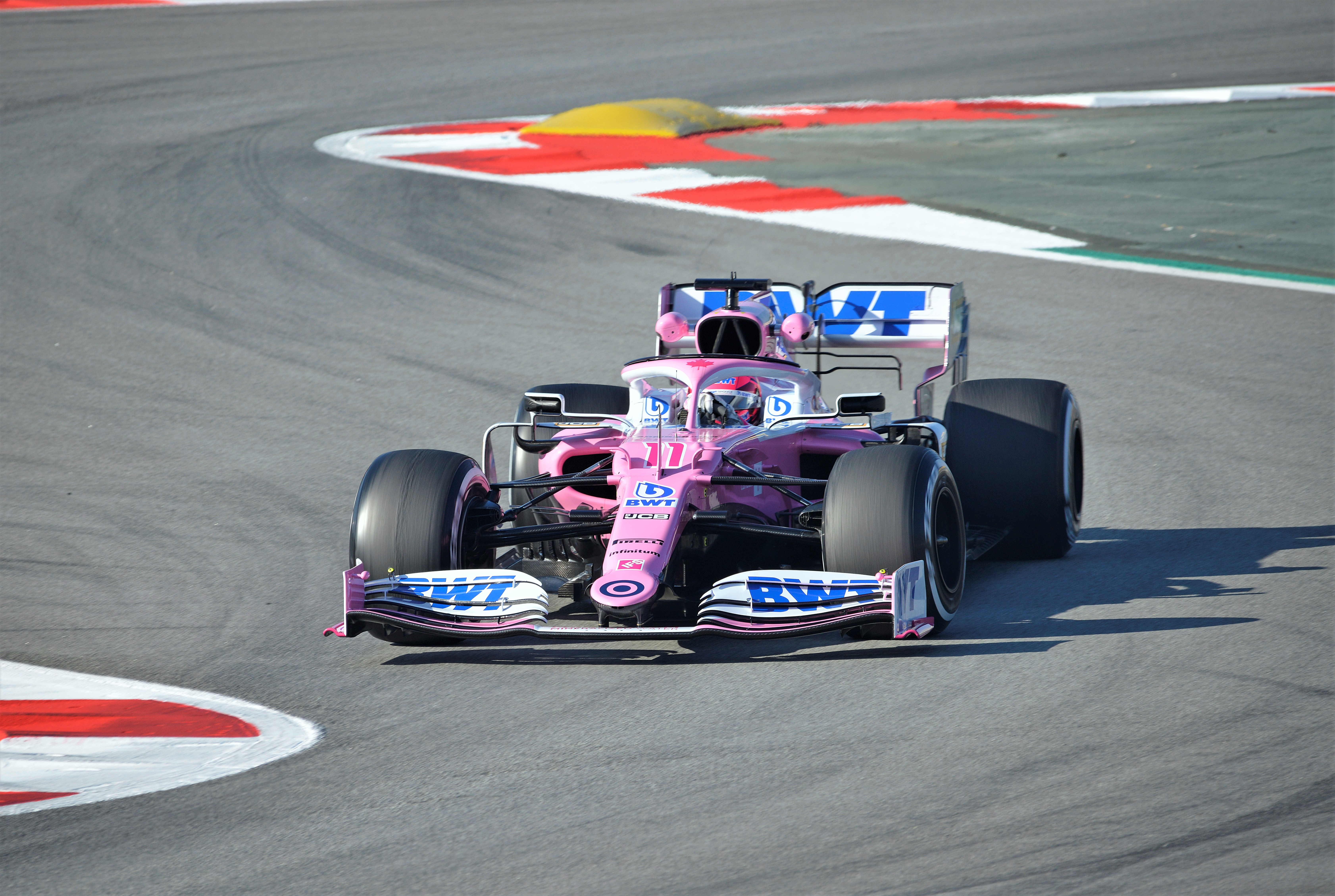
Sergio Pérez impegnato nei test di Montmeló nel 2020.

Nella stagione 2020, confermati entrambi i piloti, la scuderia cambia il title sponsor: SportPesa viene infatti sostituito da BWT, che oltre al nuovo ruolo continua, come nel 2019, a comparire nella denominazione dei motori Mercedes. La livrea non subisce radicali modifiche, in quanto rimane predominante il colore rosa dovuto alla partnership con BWT; scompare il blu sul cofano motore, sull'alettone posteriore e sulle prime due ciglia dell'alettone anteriore, in passato dovuti alla presenza di SportPesa. La stagione inizia in maniera decisamente migliore rispetto alla precedente, con i due piloti Sergio Pérez e Lance Stroll che riescono a segnare tempi interessanti durante i test prestagionali a Barcellona; un aumento di competitività dovuto all'adozione di soluzioni aerodinamiche molto simili alla Mercedes W10 della stagione precedente. Alla vigilia del Gran Premio di Gran Bretagna, il tedesco Nico Hülkenberg prende il posto di Sergio Pérez, dopo che il messicano è stato trovato positivo al SARS-CoV-2 alla vigilia delle prime prove libere. Il 7 agosto la Racing Point viene penalizzata di 15 punti nel campionato costruttori e multata di 400 000 dollari dalla FIA, in seguito al reclamo presentato dalla Renault nei tre Gran Premi precedenti sulla regolarità della vettura inglese. In seguito a un tampone con esito negativo, Pérez riprende regolarmente il suo posto a partire dal Gran Premio di Spagna, dopo due gare di assenza.
Al Gran Premio d'Italia il canadese Lance Stroll regala il primo, storico podio alla scuderia, tagliando il traguardo in terza posizione. Nico Hülkenberg torna in pista nel Gran Premio dell'Eifel, in questo caso per sostituire l'altro pilota Lance Stroll, vittima di problemi di salute. Il canadese risulta anch'egli positivo al SARS-CoV-2 il lunedì seguente la disputa della gara. Una volta guarito, Stroll riprende il suo posto a partire dal successivo Gran Premio del Portogallo. Nel corso delle qualifiche del Gran Premio di Turchia, caratterizzate dalla pioggia, Stroll conquista la prima storica pole position per sé e per la scuderia. In gara però conclude solo al nono posto, mentre l'altro pilota Pérez, partito dalla terza piazza, conclude al secondo posto, regalando il secondo podio stagionale al team. Nel Gran Premio di Sakhir arriva anche la prima storica vittoria della Racing Point, grazie a Sergio Pérez, anch'egli al primo successo in Formula 1; la giornata trionfale del team si completa con il terzo posto di Lance Stroll. Il bilancio finale della seconda stagione in Formula 1 della scuderia è di gran lunga migliore rispetto alla prima, con un totale di 195 punti (210 senza la penalizzazione), e vale la quarta posizione nella classifica costruttori, miglior risultato della sua ancor breve storia.

### Il cambio di denominazione in Aston Martin (2021-oggi)
Nei primi mesi del 2020, viene annunciato che a partire dal 2021 la scuderia prenderà il nome di Aston Martin F1 Team, dopo l'acquisizione da parte di Lawrence Stroll di alcune quote della casa automobilistica britannica Aston Martin. Viene così abbandonata dopo soli due anni la denominazione Racing Point.

#### 2021

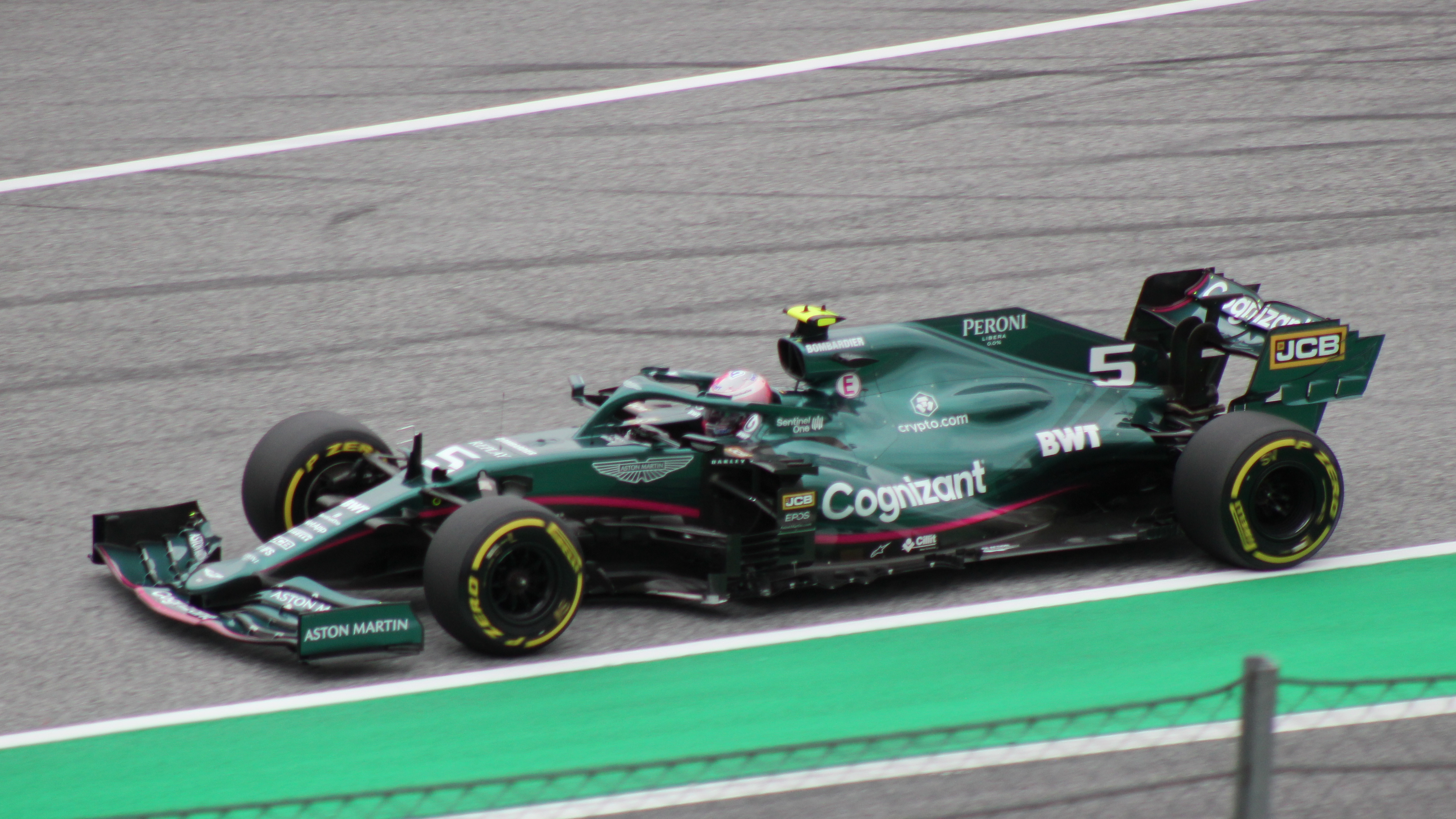
Sebastian Vettel durante il Gran Premio d'Austria 2021. Dopo il rebranding della Racing Point in Aston Martin la vettura del team presenta per la prima volta la livrea verde.

Dal punto di vista dei piloti, per la stagione 2021 il team saluta il messicano Pérez che si trasferisce alla Red Bull, e lo sostituisce con il quattro volte campione del mondo tedesco Sebastian Vettel proveniente dalla Ferrari, al fianco del confermato Lance Stroll. Il 7 gennaio viene annunciata la collaborazione con la società statunitense Cognizant, che ricopre il ruolo di title sponsor della scuderia, ufficialmente rinominata Aston Martin Cognizant F1 Team, sostituendo il vecchio title sponsor BWT, che scompare anche dalla denominazione dei motori, ma rimane comunque tra gli sponsor della scuderia. La vettura, la prima della nuova era Aston Martin, è la AMR21, presentata il 3 marzo e portata in pista per la prima volta il giorno dopo dai piloti Vettel e Stroll, durante lo shakedown a Silverstone.
Già dai test prestagionali in Bahrein la vettura sembra aver perso la competitività che era valsa il quarto posto nella classifica costruttori l'anno precedente a causa delle modifiche regolamentari riguardanti il fondo, impressioni che vengono poi confermate dalle prestazioni deludenti dei primi quattro Gran Premi, dove la squadra riesce a conquistare solamente 5 punti grazie a due piazzamenti di Stroll. La prima prestazione soddisfacente avviene al Gran Premio di Monaco, dove l'Aston Martin piazza entrambe le vetture a punti, e così Vettel conquista i suoi primi punti con la scuderia grazie ad un quinto posto. Al successivo Gran Premio d'Azerbaigian poi, Vettel si migliora, concludendo secondo e conquistando il primo podio della stagione per lui e per la scuderia. La scuderia poi riesce a piazzare entrambe le vetture a punti nel Gran Premio di Francia e Stroll va a punti anche in Stiria e in Gran Bretagna. Il pilota tedesco invece si ripete al Gran Premio d'Ungheria, giungendo di nuovo al secondo posto, ma dopo il termine della gara viene squalificato per carburante insufficiente sulla sua vettura. Nella seconda parte del campionato arrivano altri piazzamenti a punti di entrambi i piloti, ma che non permettono all'Aston Martin di compiere il salto di qualità, infatti il bilancio finale della terza stagione in Formula 1 della scuderia, la prima con la nuova denominazione, è di 77 punti, e vale la settima posizione nel mondiale costruttori.

#### 2022
Nella stagione 2022 il team conferma entrambi i piloti. Il 3 febbraio viene annunciata la collaborazione con la società saudita Aramco, che ricopre il ruolo di co-title sponsor della scuderia, ufficialmente rinominata Aston Martin Aramco Cognizant F1 Team. In occasione del Gran Premio del Bahrein, prima gara stagionale, Sebastian Vettel risulta positivo al SARS-CoV-2: al suo posto viene chiamato il pilota di riserva Nico Hülkenberg, già protagonista con la scuderia di due gare nel 2020, che lo sostituisce anche nel Gran Premio d'Arabia Saudita della settimana successiva. Vettel, una volta guarito, riprende regolarmente il suo posto a partire dal Gran Premio d'Australia, terzo appuntamento stagionale. Nel successivo Gran Premio dell'Emilia-Romagna, l'Aston Martin ottiene i suoi primi punti in campionato, grazie all'ottavo posto di Vettel e al decimo di Stroll.
Il resto del campionato non vede molti piazzamenti di rilievo in zona punti per i due piloti, che non riescono ad andare oltre il sesto posto: questo porta il team britannico a totalizzare solo 55 punti nella sua quarta stagione in Formula 1, che però sono sufficienti per confermare la settima posizione nel mondiale costruttori dell'anno precedente.

#### 2023

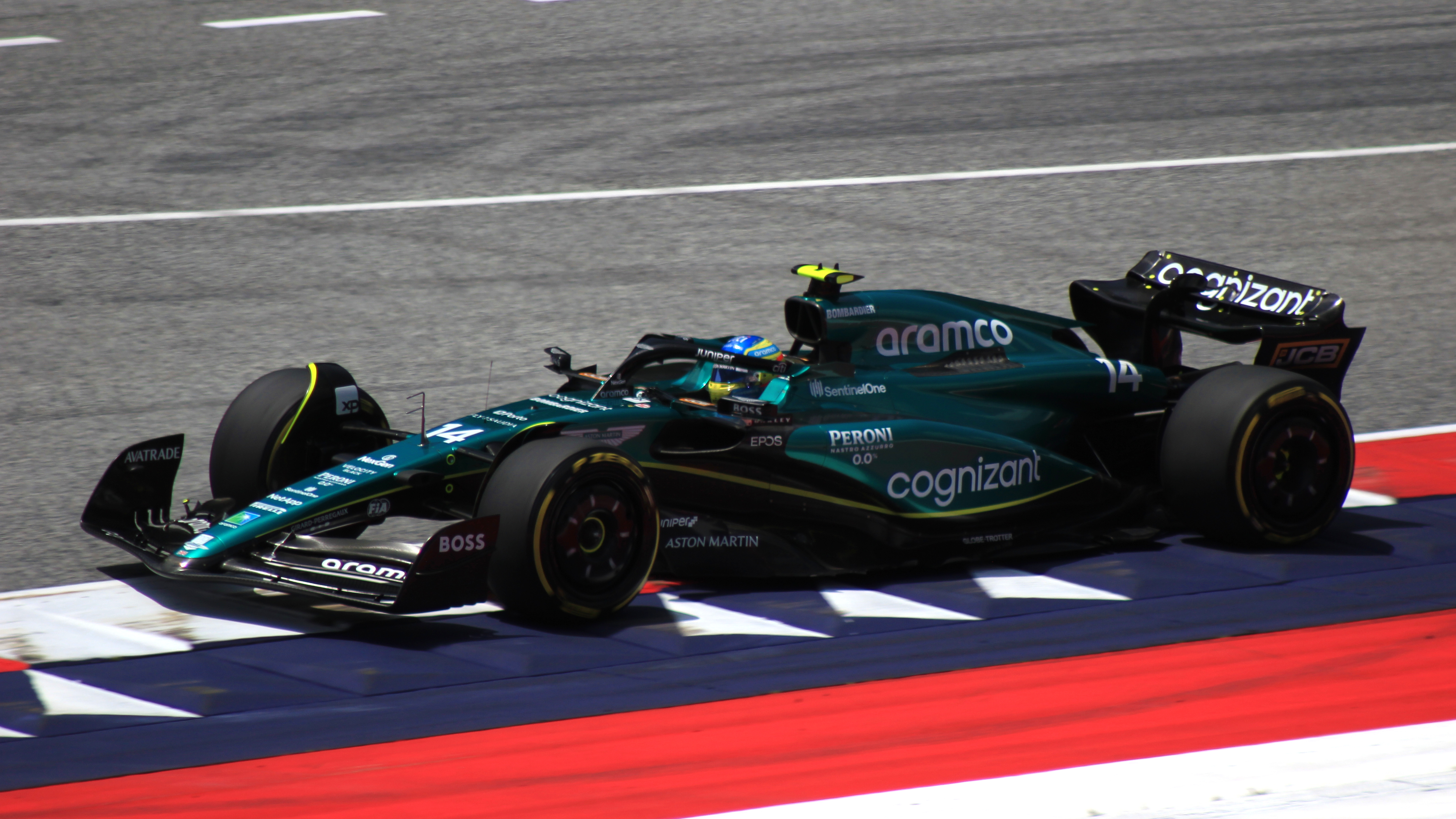
Fernando Alonso durante il Gran Premio d'Austria 2023.

Il 28 luglio 2022 Sebastian Vettel ha annunciato sul suo profilo Instagram il suo ritiro dalla Formula 1 a fine stagione. Il 1º agosto seguente la scuderia britannica ha annunciato Fernando Alonso, proveniente dall'Alpine, come suo sostituto dalla stagione 2023. Confermato invece l'altro pilota Lance Stroll. Fin dai primi test invernali, la nuova vettura si dimostra decisamente competitiva. Il primo risultato di rilievo arriva già nel Gran Premio del Bahrein, con Alonso che alla prima uscita col nuovo team conquista il terzo posto, mentre Stroll termina sesto, malgrado i postumi di un infortunio in bicicletta patito poche settimane prima. Nelle successive gare l'Aston Martin si conferma come principale inseguitrice delle imprendibili Red Bull, aggiudicandosi 4 podi nelle prime 5 gare, tutti per opera di Alonso.
Il 24 maggio viene annunciato l'accordo con Honda per la fornitura delle power unit in esclusiva a partire dal 2026.
Dopo ulteriori due podi sempre da parte del pilota spagnolo, nelle ultime gare prima della pausa estiva il team inglese accusa un calo di prestazioni vistoso, che non solo gli fa perdere il secondo posto nei costruttori in favore della Mercedes, ma mette a rischio anche la terza posizione, con la Ferrari sempre più vicina. Nella seconda parte del campionato infatti, dopo un illusorio secondo posto di Alonso in 
Olanda, con tanto di giro più veloce (il primo nella storia della scuderia), l'Aston Martin si fa sorpassare non solo dalla squadra di Maranello, ma perde anche la quarta posizione in favore della McLaren. Un ritorno alla competitività si ha soltanto nel Gran Premio di San Paolo, nel quale Alonso conquista l'ottavo podio stagionale giungendo terzo, mentre Stroll chiude quinto.
Il bilancio finale della quinta stagione in Formula 1 del team britannico, cominciata in modo entusiasmante ma complicatasi parecchio nel prosieguo, è di 280 punti, che valgono dunque la quinta posizione nel mondiale costruttori.

#### 2024
Il 14 dicembre 2023 viene annunciata la nuova denominazione della scuderia per la stagione 2024: lo sponsor Cognizant viene abbandonato e la squadra ex Racing Point diviene ufficialmente Aston Martin Aramco F1 Team. Confermata la coppia di piloti formata da Lance Stroll e Fernando Alonso.
All'inizio della stagione la nuova vettura sembra essere meno performante rispetto alla precedente, pur permettendo ad Alonso di lottare costantemente all'interno della zona punti, mentre Stroll appare più in difficoltà sia in qualifica che in gara. Nel Gran Premio di Cina arriva il secondo giro più veloce nella storia della scuderia, sempre per opera dell'esperto pilota spagnolo, che si ripete anche nel Gran Premio d'Austria. Con il proseguire dell'annata il team britannico, anche a causa di aggiornamenti non efficaci, conferma il trend d'inizio campionato, anche se gli arrivi in zona punti di Alonso soprattutto, ma anche di Stroll, si fanno meno frequenti.
L'11 settembre viene confermato l'ingaggio di Adrian Newey in qualità di Managing Technical Partner e co-proprietario del team; oltre all'ingegnere britannico, la squadra si rinforza con l'arrivo di Enrico Cardile dalla Ferrari in qualità di Chief Technical Officer (CTO), entrambi a partire dal 2025.
Il bilancio conclusivo della sesta stagione in Formula 1 della scuderia è di 94 punti, che malgrado siano molti di meno rispetto alla stagione precedente le permettono di confermare il quinto posto nella classifica costruttori.

#### 2025
Anche nel campionato 2025, per il terzo anno consecutivo, l'accoppiata di piloti è formata dal canadese Lance Stroll e dallo spagnolo Fernando Alonso. Nella prima parte della stagione la nuova AMR25 mostra un ulteriore scadimento delle prestazioni rispetto alla vettura che l'ha preceduta, con entrambi i piloti spesso in difficoltà e fuori dalla zona punti. Il risultato migliore è stato ottenuto nel Gran Premio d'Ungheria, appena prima della pausa estiva, con Alonso quinto e Stroll settimo.

## Gestione Sportiva
Di seguito l'organigramma della Gestione Sportiva:
- Piloti: Lance Stroll, Fernando Alonso
- Team Principal e CEO: Andy Cowell
- Presidente: Lawrence Stroll
- Managing Technical Partner: Adrian Newey
- CTO: Enrico Cardile
- Direttore dell'ingegneria: Luca Furbatto
- Direttore sportivo: Andy Stevenson
- Direttore esecutivo: Bob Bell
- Direttore commerciale: Stephen Curnow
- Chief Trackside Officer: Mike Krack
- Addetto alle pubbliche relazioni: Matt Bishop
- Ingegnere di pista: Tom McCullough
- Collaudatori: Felipe Drugovich, Stoffel Vandoorne

## Statistiche

### Vittorie
| Anno | Vittoria |
| ---- | -------- |
| 2020 | Sakhir   |

### Podi
| Anno | Podio                                                                        |
| ---- | ---------------------------------------------------------------------------- |
| 2020 | Italia, Turchia, Sakhir (2)                                                  |
| 2021 | Azerbaigian                                                                  |
| 2023 | Bahrein, Arabia Saudita, Australia, Miami, Monaco, Canada, Olanda, San Paolo |

### Pole position
| Anno | Pole position |
| ---- | ------------- |
| 2020 | Turchia       |

### Giri veloci
| Anno | Giro veloce   |
| ---- | ------------- |
| 2023 | Olanda        |
| 2024 | Cina, Austria |

## Piloti
| Pilota           | Anni       | Gran Premi | GP vinti | GP a podio | Pole position | Giri veloci | Punti |
| ---------------- | ---------- | ---------- | -------- | ---------- | ------------- | ----------- | ----- |
| Sergio Pérez     | 2019-2020  | 36         | 1        | 2          | 0             | 0           | 177   |
| Lance Stroll     | 2019-      | 138        | 0        | 2          | 1             | 0           | 272   |
| Fernando Alonso  | 2023-      | 60         | 0        | 8          | 0             | 3           | 302   |
| Sebastian Vettel | 2021-2022  | 42         | 0        | 1          | 0             | 0           | 80    |
| Nico Hülkenberg  | 2020, 2022 | 4          | 0        | 0          | 0             | 0           | 10    |

## Risultati in Formula 1
| Anno | Vettura | Motore       | Gomme | Piloti |    |    |    |   |     |    |    |    |    |    |     |    |    |    |     |    |   |    |    |     |     |  |  |  | Punti | Pos. |
| ---- | ------- | ------------ | ----- | ------ | -- | -- | -- | - | --- | -- | -- | -- | -- | -- | --- | -- | -- | -- | --- | -- | - | -- | -- | --- | --- |  |  |  | ----- | ---- |
| 2019 | RP19    | BWT Mercedes | P     | Pérez  | 13 | 10 | 8  | 6 | 15  | 12 | 12 | 12 | 11 | 17 | Rit | 11 | 6  | 7  | Rit | 7  | 8 | 7  | 10 | 9   | 7   |  |  |  | 73    | 7º   |
| 2019 | RP19    | BWT Mercedes | P     | Stroll | 9  | 14 | 12 | 9 | Rit | 16 | 9  | 13 | 14 | 13 | 4   | 17 | 10 | 12 | 13  | 11 | 9 | 12 | 13 | 19* | Rit |  |  |  | 73    | 7º   |

| Anno | Vettura | Motore       | Gomme | Piloti     |     |   |   |    |   |   |    |    |     |     |   |     |    |   |     |   |     |  |  |  |  |  |  |  | Punti     | Pos. |
| ---- | ------- | ------------ | ----- | ---------- | --- | - | - | -- | - | - | -- | -- | --- | --- | - | --- | -- | - | --- | - | --- |  |  |  |  |  |  |  | --------- | ---- |
| 2020 | RP20    | BWT Mercedes | P     | Pérez      | 6   | 6 | 7 |    |   | 5 | 10 | 10 | 5   | 4   | 4 | 7   | 6  | 2 | 18* | 1 | Rit |  |  |  |  |  |  |  | 195 (210) | 4º   |
| 2020 | RP20    | BWT Mercedes | P     | Hülkenberg |     |   |   | NP | 7 |   |    |    |     |     | 8 |     |    |   |     |   |     |  |  |  |  |  |  |  | 195 (210) | 4º   |
| 2020 | RP20    | BWT Mercedes | P     | Stroll     | Rit | 7 | 4 | 9  | 6 | 4 | 9  | 3  | Rit | Rit |   | Rit | 13 | 9 | Rit | 3 | 10  |  |  |  |  |  |  |  | 195 (210) | 4º   |

| Anno | Vettura | Motore                     | Gomme | Piloti |    |     |    |    |   |     |    |    |     |     |     |    |    |    |    |    |    |    |     |    |     |    |  |  | Punti | Pos. |
| ---- | ------- | -------------------------- | ----- | ------ | -- | --- | -- | -- | - | --- | -- | -- | --- | --- | --- | -- | -- | -- | -- | -- | -- | -- | --- | -- | --- | -- |  |  | ----- | ---- |
| 2021 | AMR21   | Mercedes M12 E Performance | P     | Stroll | 10 | 8   | 14 | 11 | 8 | Rit | 10 | 8  | 13  | 8   | Rit | 20 | 12 | 7  | 11 | 9  | 12 | 14 | Rit | 6  | 11  | 13 |  |  | 77    | 7º   |
| 2021 | AMR21   | Mercedes M12 E Performance | P     | Vettel | 15 | 15* | 13 | 13 | 5 | 2   | 9  | 12 | 17* | Rit | SQ  | 5  | 13 | 12 | 12 | 18 | 10 | 7  | 11  | 10 | Rit | 11 |  |  | 77    | 7º   |

| Anno | Vettura | Motore                     | Gomme | Piloti     |    |    |     |    |     |    |    |     |    |    |    |    |    |    |    |     |   |    |     |    |    |    |  |  | Punti | Pos. |
| ---- | ------- | -------------------------- | ----- | ---------- | -- | -- | --- | -- | --- | -- | -- | --- | -- | -- | -- | -- | -- | -- | -- | --- | - | -- | --- | -- | -- | -- |  |  | ----- | ---- |
| 2022 | AMR22   | Mercedes M13 E Performance | P     | Stroll     | 12 | 13 | 12  | 10 | 10  | 15 | 14 | 16* | 10 | 11 | 13 | 10 | 11 | 11 | 10 | Rit | 6 | 12 | Rit | 15 | 10 | 8  |  |  | 55    | 7º   |
| 2022 | AMR22   | Mercedes M13 E Performance | P     | Vettel     |    |    | Rit | 8  | 17* | 11 | 10 | 6   | 12 | 9  | 17 | 11 | 10 | 8  | 14 | Rit | 8 | 6  | 8   | 14 | 11 | 10 |  |  | 55    | 7º   |
| 2022 | AMR22   | Mercedes M13 E Performance | P     | Hülkenberg | 17 | 12 |     |    |     |    |    |     |    |    |    |    |    |    |    |     |   |    |     |    |    |    |  |  | 55    | 7º   |

| Anno | Vettura | Motore                     | Gomme | Piloti |   |     |   |    |    |     |   |   |    |    |    |   |    |    |    |     |    |     |     |   |   |    |  |  | Punti | Pos. |
| ---- | ------- | -------------------------- | ----- | ------ | - | --- | - | -- | -- | --- | - | - | -- | -- | -- | - | -- | -- | -- | --- | -- | --- | --- | - | - | -- |  |  | ----- | ---- |
| 2023 | AMR23   | Mercedes M14 E Performance | P     | Stroll | 6 | Rit | 4 | 78 | 12 | Rit | 6 | 9 | 94 | 14 | 10 | 9 | 11 | 16 | NP | Rit | 11 | 7   | 17* | 5 | 5 | 10 |  |  | 280   | 5º   |
| 2023 | AMR23   | Mercedes M14 E Performance | P     | Alonso | 3 | 3   | 3 | 46 | 3  | 2   | 7 | 2 | 5  | 7  | 9  | 5 | 2  | 9  | 15 | 8   | 68 | Rit | Rit | 3 | 9 | 7  |  |  | 280   | 5º   |

| Anno | Vettura | Motore                     | Gomme | Piloti |    |     |   |    |    |    |    |    |   |    |    |   |    |    |    |    |     |    |    |     |    |    |     |    | Punti | Pos. |
| ---- | ------- | -------------------------- | ----- | ------ | -- | --- | - | -- | -- | -- | -- | -- | - | -- | -- | - | -- | -- | -- | -- | --- | -- | -- | --- | -- | -- | --- | -- | ----- | ---- |
| 2024 | AMR24   | Mercedes M15 E Performance | P     | Stroll | 10 | Rit | 6 | 12 | 15 | 17 | 9  | 14 | 7 | 14 | 13 | 7 | 10 | 11 | 13 | 19 | 19* | 14 | 15 | 11  | NP | 15 | Rit | 14 | 94    | 5º   |
| 2024 | AMR24   | Mercedes M15 E Performance | P     | Alonso | 9  | 5   | 8 | 6  | 7  | 9  | 19 | 11 | 6 | 12 | 18 | 8 | 11 | 8  | 10 | 11 | 6   | 8  | 13 | Rit | 14 | 11 | 7   | 9  | 94    | 5º   |

| Anno | Vettura | Motore                     | Gomme | Piloti |     |     |    |    |    |     |    |     |    |    |    |   |    |   |  |  |  |  |  |  |  |  |  |  | Punti | Pos. |
| ---- | ------- | -------------------------- | ----- | ------ | --- | --- | -- | -- | -- | --- | -- | --- | -- | -- | -- | - | -- | - |  |  |  |  |  |  |  |  |  |  | ----- | ---- |
| 2025 | AMR25   | Mercedes M16 E Performance | P     | Stroll | 6   | 9   | 20 | 17 | 16 | 165 | 15 | 15  | NP | 17 | 14 | 7 | 14 | 7 |  |  |  |  |  |  |  |  |  |  | 52    |      |
| 2025 | AMR25   | Mercedes M16 E Performance | P     | Alonso | Rit | Rit | 11 | 15 | 11 | 15  | 11 | Rit | 9  | 7  | 7  | 9 | 17 | 5 |  |  |  |  |  |  |  |  |  |  | 52    |      |

| Legenda | 1º posto     | 2º posto | 3º posto    | A punti         | Senza punti/Non class.  | Grassetto – Pole position Corsivo – Giro più veloce Apice – Risultato Sprint (A punti) |
| Legenda | Squalificato | Ritirato | Non partito | Non qualificato | Solo prove/Terzo pilota | Grassetto – Pole position Corsivo – Giro più veloce Apice – Risultato Sprint (A punti) |

* – Indica il pilota ritirato ma ugualmente classificato avendo coperto, come previsto dal regolamento, almeno il 90% della distanza di gara.

## Loghi

Il logo della Racing Point usato dal 2019 al 2020
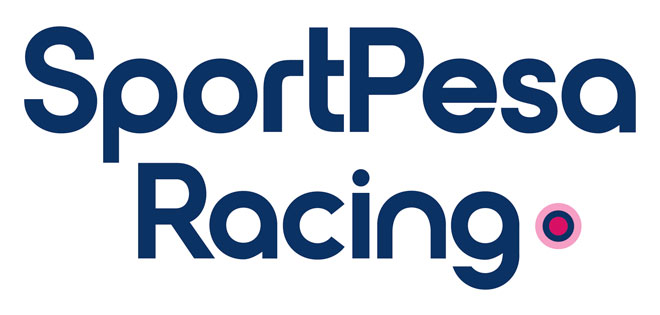
Il composit logo di SportPesa Racing Point usato nella stagione 2019
Il composit logo di BWT Racing Point Formula One Team usato nella stagione 2020
Il composit logo di Aston Martin Cognizant Formula One Team usato nella stagione 2021
Il composit logo di Aston Martin Aramco Formula One Team in uso dal 2024